# Pseudaprophata albomaculata
Pseudaprophata albomaculata är en skalbaggsart som beskrevs av Hüdepohl 1995. Pseudaprophata albomaculata ingår i släktet Pseudaprophata och familjen långhorningar.
Artens utbredningsområde är Filippinerna. Inga underarter finns listade i Catalogue of Life.